# László Bánhegyi
László Bánhegyi (nacido el 17 de enero de 1931 en Budapest, Hungría - Viena, 24 de diciembre de 2015) es un exjugador húngaro de baloncesto. Consiguió 2 medallas en competiciones internacionales con Hungría. 